# Asclepias ageratoides
Asclepias ageratoides är en oleanderväxtart som beskrevs av M. Curt.. Asclepias ageratoides ingår i släktet sidenörter, och familjen oleanderväxter. Inga underarter finns listade i Catalogue of Life.